# 硕放机场站
硕放机场站是无锡地铁3号线的地铁车站，是其终点站，位于中华人民共和国江苏省无锡市新吴区无锡硕放机场停车场，实现与机场的便捷换乘，于2020年10月28号开通运营。
按照规划，硕放机场站预留有同苏州地铁换乘的接口，苏锡两地将在该站形成城市轨道交通网。
硕放机场的正式名称一直为无锡硕放机场，但无锡方面擅自使用苏南硕放国际机场的名称，连带影响地铁的英文站名，现在机场已经正名为无锡硕放机场，但地铁站的英文站名并未修改。

## 車站構造

### 樓層
| 1F                | 地面 | 出入口                                                                                      |
| B1                | 站厅 | 客服中心、自動售票                                                                          |
| B2                | 月台 | \| \| \| █ 3号线往苏庙（长江南路） \| \| 島式 · 開左邊车门 \| \| \| \| \| \| █ 3号线落客 \| |
|                   |      | █ 3号线往苏庙（长江南路）                                                                   |
| 島式 · 開左邊车门 |      |                                                                                             |
|                   |      | █ 3号线落客                                                                                 |

### 出入口
| 編號                | 建議前往的目的地           | 圖片 |
| ------------------- | -------------------------- | ---- |
| 2 · 出口            | 旅客停车场、机场集团办公室 |      |
| 3 · 出口 · （设有） | 候机楼                     |      |
| 4 · 出口            | 航达路机场工作区           |      |
| 图例： 设有         |                            |      |